# Horst-Hildebrandt von Einsiedel
Horst-Hildebrandt von Einsiedel (* 23. Juli 1904 in Zabern; † 27. Oktober 1945 in Berlin) war ein deutscher Verwaltungsjurist.

## Leben
Horst-Hildebrandt von Einsiedel war Sohn des Majors Max von Einsiedel (* 1865; † 1913) und dessen erster Ehefrau Imgard von Pressentin gen. Rautter (* 1875; † 1909), Tochter der Margot von Frantzius und des Jagdschriftstellers Botho von Pressentin-Rautter. Nach dem frühen Tod der Mutter ehelichte der Vater 1911 seine Schwägerin Hertha von Pressentin-Rautter.
Nach dem Besuch der Kadettenanstalt auf Schloss Bensberg und in Potsdam studierte er an der Rheinischen Friedrich-Wilhelms-Universität und der Friedrich-Wilhelms-Universität zu Berlin Rechtswissenschaft. 1927 wurde er Corpsschleifenträger der Borussia Bonn. Nach dem Studium und dem Referendariat trat er in den preußischen Staatsdienst. 1937 wurde er als Regierungsrat Landrat des Kreises Wehlau. Am 8. Oktober 1937 heiratete er in Berlin Magda Riebold. Als Landrat in Wehlau war er im Oktober 1939 Landkommissar in Zichenau und anschließend bis Anfang Dezember 1940 vertretungsweise Landrat im Landkreis Zichenau. Im Juni 1942 wurde er Leiter der Treuhandstelle Białystok. Er starb mit 41 Jahren „an den Folgen der russischen Kriegsgefangenschaft“.
Horst-Hildebrandt von Einsiedel heiratete am 8. Oktober 1937 in Berlin Magda Riebold (* 1904), Tochter eines Juristen, das Ehepaar hatte zwei Töchter, Irmgard (* 1939) und Ellinor (* 1941). Einsiedels Schwester Margot war mit dem Landwirt Peter Gustav Brüggemann verheiratet, sie wohnten in den 1950er Jahren in Sachsen. Die Witwe Magda von Einsiedel lebte nach dem Krieg in Unterfranken, die Stiefmutter des Horst-Hildebrandt von Einsiedel zuletzt in Halle a. S. Botho von Pressentin genannt von Rautter war sein Onkel.